# Beilstein, Heilbronn
Beilstein är en stad i Landkreis Heilbronn i regionen Heilbronn-Franken i Regierungsbezirk Stuttgart i förbundslandet Baden-Württemberg i Tyskland.
Kommunen ingår i kommunalförbundet Schozach-Bottwartal tillsammans med kommunerna Abstatt, Ilsfeld och Untergruppenbach.